# Elite Systems
Elite Systems ist ein britisches Computerspiele-Entwicklungsunternehmen, das 1984 gegründet wurde. Das Unternehmen ist besonders bekannt für ihre Adaptionen von bekannten Arcade Spielautomaten-Hits auf Heimcomputer. Elite veröffentlichte auch Spiele unter der Billigmarke Encore.
Mit der steigenden Popularität von Spielen für Handys stieg die Firma in diesen Markt ein und brachte verschiedene Spieleklassiker und auch neue Spiele für diese Geräte heraus. 

## Softwaretitel (Auswahl)
- 911TS
- Airwolf
- Beyond the Ice Palace
- Bomb Jack
- Bomb Jack II
- Buggy Boy
- Commando
- Dogs of War
- Dragon’s Lair
- Ghosts ’n Goblins
- Hopping Mad
- Ikari Warriors
- Joe and Mac
- Kokotoni Wilf
- Live And Let Die
- Mighty Bomb Jack
- Onside Complete Soccer
- Overlander
- Paperboy
- Roller Coaster
- Scooby-Doo
- Space Harrier
- Storm Warrior
- Striker
- Test Drive Off-Road
- ThunderCats
- Virtuoso
- Wanderer